# Утяк (река)
Утяк — река в Кетовском районе Курганской области. Устье реки находится в 742 км по правому берегу реки Тобол. Длина реки составляет 29 км.
Река начинается в 5 километрах от села Ровное. Через 6 километров протекает через село Митино. Через 2 километра начинается водохранилище, принимающее правый приток Отнога. Через 13 километров впадает в Тобол около деревни Усть-Утяк и села Лесниково.
Несмотря на небольшую протяжённость на реке построены две плотины с водохранилищами: Митинское и небольшой водоем в районе поселка Балки, за которым образуется искусственный водопад.

## Данные водного реестра
По данным государственного водного реестра России относится к Иртышскому бассейновому округу, водохозяйственный участок реки — Тобол от впадения реки Уй до города Курган, речной подбассейн реки — Тобол. Речной бассейн реки — Иртыш.
Код объекта в государственном водном реестре — 14010500312111200002334.